# Oleg Iachtchouk
Oleg Iachtchouk (Oekraïens: Олег Ящук, Oleh Jasjtsjoek) (Hrybova (Lanivtsi Rajon), 26 oktober 1977) is een Oekraïens-Belgisch voormalig voetballer. 

## Biografie
Iachtchouk begon op 13-jarige leeftijd bij het Oekraïense Karpaty Lviv. In 1994 verliet hij de club om bij Nyva Ternopil te gaan voetballen.
In 1996 werd hij op het EK onder 16 door een van de scouts van RSC Anderlecht opgemerkt. Hij speelde destijds met onder anderen Andriy Sjevtsjenko in het Oekraïense elftal. Iachtchouk kreeg de kans om de armoede die hij in Oekraïne kende, achter zich te laten. In België veranderde Iachtchouk in een makkelijk scorende spits. Maar de halve Belg kreeg veel last van verscheidene blessures en vond veel concurrentie in Tomasz Radziński, Aruna Dindane en Jan Koller, waardoor Iachtchouk meestal op de bank belandde.
Na het verdwijnen van Anderlecht-spelers Pär Zetterberg en Walter Baseggio, werd hij de enige speler die al sinds 1996 deel uitmaakte van RSC Anderlecht. De club toonde echter weinig interesse om de blessuregevoelige spits te houden en Iachtchouk vertrok naar Griekenland. Hij speelde er één jaar bij Ergotelis FC, een bescheiden Griekse eersteklasser uit Kreta. Op 14 juni 2007 tekende hij een tweejarig contract bij Cercle Brugge.
Iachtchouk scoorde tijdens het seizoen 2007-2008 10 keer in de competitie en werd daarmee topscorer van Cercle, samen met Tom De Sutter en Stijn De Smet. Op 3 april 2009 tekende hij een nieuw contract tot medio 2013 bij Cercle. Op 6 januari 2013 raakte bekend dat Iachtchouk een contract tekende bij KVC Westerlo voor anderhalf seizoen. Westerlo slaagt er desondanks niet in om opnieuw naar 1ste klasse te promoveren en het lijkt dat Iachtchouk aan het einde van dat seizoen zijn schoenen aan de haak zal hangen. Uiteindelijk maakt hij op 19 augustus 2013 bekend zich te engageren voor het project van de nieuwe club BX Brussels.

## Interlandcarrière
Iachtchouk speelde voor alle nationale jeugdploegen in Oekraïne, maar slaagde er nooit in één cap te verwerven voor de Oekraïense nationale ploeg.

## Statistieken
| seizoen | club           | land        | competitie         | wed. | goals |
| ------- | -------------- | ----------- | ------------------ | ---- | ----- |
| 1994/95 | Nyva Ternopil  | Oekraïne    | Droeha Liha        | 15   | 0     |
| 1995/96 | Nyva Ternopil  | Oekraïne    | Droeha Liha        | 19   | 10    |
| 1996/97 | RSC Anderlecht | België      | Jupiler Pro League | 12   | 2     |
| 1997/98 | RSC Anderlecht | België      | Jupiler Pro League | 12   | 3     |
| 1998/99 | RSC Anderlecht | België      | Jupiler Pro League | 20   | 11    |
| 1999/00 | RSC Anderlecht | België      | Jupiler Pro League | 1    | 0     |
| 2000/01 | RSC Anderlecht | België      | Jupiler Pro League | 8    | 0     |
| 2001/02 | RSC Anderlecht | België      | Jupiler Pro League | 9    | 1     |
| 2002/03 | RSC Anderlecht | België      | Jupiler Pro League | 0    | 0     |
| 2003/04 | RSC Anderlecht | België      | Jupiler Pro League | 20   | 9     |
| 2004/05 | RSC Anderlecht | België      | Jupiler Pro League | 21   | 5     |
| 2005/06 | RSC Anderlecht | België      | Jupiler Pro League | 9    | 0     |
| 2006/07 | Ergotelis FC   | Griekenland | Super League       | 26   | 3     |
| 2007/08 | Cercle Brugge  | België      | Jupiler Pro League | 27   | 10    |
| 2008/09 | Cercle Brugge  | België      | Jupiler Pro League | 31   | 12    |
| 2009/10 | Cercle Brugge  | België      | Jupiler Pro League | 37   | 10    |
| 2010/11 | Cercle Brugge  | België      | Jupiler Pro League | 28   | 7     |
| 2011/12 | Cercle Brugge  | België      | Jupiler Pro League | 30   | 5     |
| 2012/13 | Cercle Brugge  | België      | Jupiler Pro League | 10   | 1     |
| 2012/13 | → KVC Westerlo | België      | Belgacom League    | 13   | 5     |
| 2013/14 | BX Brussels    | België      | Vierde klasse B    | 0    | 0     |
|         |                |             | Totaal             | 345  | 93    |